# Hubert Schmundt

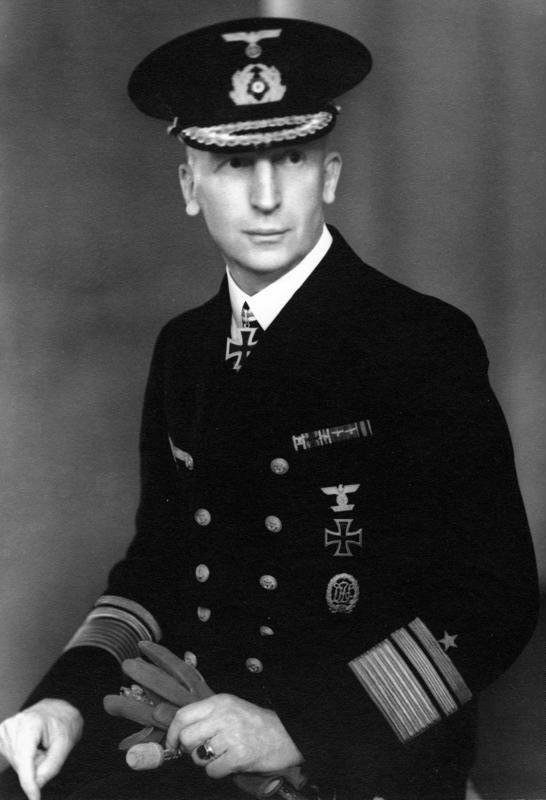
Hubert Schmundt (1940)

Hubert Schmundt (* 19. September 1888 in Schweidnitz; † 17. Oktober 1984 in Bad Soden am Taunus) war ein deutscher Admiral der Kriegsmarine im Zweiten Weltkrieg.

## Leben
Er war der Sohn des späteren preußischen Generalmajors August Schmundt und dessen Ehefrau Margarete, geborene Fromme.
Schmundt trat am 1. April 1908 in die Kaiserliche Marine ein und begann seine Offizierausbildung auf der Kreuzerkorvette Charlotte. Nach dem anschließenden Besuch der Marineschule, an der er am 10. April 1909 zum Fähnrich zur See ernannt worden war, wurde Schmundt dem Ostasiengeschwader zugeteilt. An Bord des Großen Kreuzers Scharnhorst erhielt er hier am 27. September 1911 die Beförderung zum Leutnant zur See. Nach seiner Rückkehr nach Deutschland erfolgte ab 21. September 1912 seine Verwendung als Kompanieoffizier in der 1. Matrosen-Division. Ein Jahr später wurde er zur 5. Torpedoboots-Halbflottille versetzt.
Dort wurde er nach Ausbruch des Ersten Weltkriegs als Wachoffizier auf dem Torpedoboot S 165 eingesetzt und am 19. September 1914 zum Oberleutnant zur See befördert. Vom 16. November 1915 bis 15. Januar 1916 folgte seine Kommandierung auf das Torpedo-Schulschiff Württemberg zu einem Lehrgang. Anschließend wurde Schmundt zur III. Torpedoboots-Flottille versetzt und als Wachoffizier auf dem Torpedoboot S 53 eingesetzt. Am 2. September 1917 übernahm Schmundt das Kommando über das Torpedoboot V 71 und wurde zugleich Flaggleutnant der Flottille. Er wurde am 28. April 1918 zum Kapitänleutnant befördert. Für seine Leistungen während des Krieges hatte man ihn mit beiden Klassen des Eisernen Kreuzes sowie dem Friedrich-August-Kreuz I. Klasse ausgezeichnet.
Nach Kriegsende in die Reichsmarine übernommen, fungierte Schmundt zunächst als Kommandant des Torpedobootes S 18 und als Flaggleutnant der 1. Torpedobootsflottille in Swinemünde. Am 26. September 1922 wurde er für ein Jahr als Zweiter Admiralstabsoffizier zum Befehlshaber der Seestreitkräfte der Ostsee versetzt, kam anschließend kurzzeitig zum Befehlshaber der Seestreitkräfte der Nordsee, um ab 15. Oktober 1923 im Stab der Flotte eingesetzt zu werden. Nach dieser Stabsverwendung befehligte er vom 13. Dezember 1924 bis 29. September 1927 die 2. Torpedoboots-Halbflottille und wurde am 1. April 1927 zum Korvettenkapitän befördert. Für zwanzig Monate wechselte er dann als Erster Admiralstabsoffizier zum Befehlshaber der Seestreitkräfte der Ostsee und erhielt am 4. Juni 1929 seine Kommandierung in das Reichswehrministerium nach Berlin. Hier war Schmundt vom 26. September 1929 als Marineadjutant des Reichswehrministers Wilhelm Groener tätig. Nach dessen Entlassung am 30. Mai 1932 wurde er zunächst zur Verfügung des Flottenkommandos gestellt und dort am 28. September 1932 als Erster Admiralstabsoffizier eingesetzt. Nach seiner Beförderung zum Fregattenkapitän am 1. Oktober 1932 wurde Schmundt am 25. September 1934 Kommandant des Leichten Kreuzers Königsberg. Kurz darauf wurde er am 1. Oktober 1934 zum Kapitän zur See befördert. Er wurde am 26. September 1935 der Stammbesatzung des Leichten Kreuzers Nürnberg zugeteilt und befehligte das Schiff nach der Indienststellung am 1. November 1935 bis zum 13. Oktober 1936. Anschließend wurde Schmundt Kommandeur der Marineschule Mürwik unter Beförderung zum Konteradmiral am 1. April 1938.
Vor Beginn des Zweiten Weltkriegs kam Schmundt als Chef des Stabes am 22. August 1939 zum Marinegruppenkommando Ost und blieb dies bis November 1939. Zugleich war er im September/Oktober 1939 Befehlshaber der Seestreitkräfte in der Danziger Bucht. Am 6. November 1939 wurde er zum Inspekteur des Bildungswesens der Marine in Kiel ernannt. Im April 1940 übernahm er von Günther Lütjens den Posten des Befehlshabers der Aufklärungsstreitkräfte (B.d.A.), welcher ab August 1940 als Befehlshaber der Kreuzer weitergeführt wurde. Während des Unternehmens Weserübung war Schmundt vom 1. April bis 31. Juli 1940 Befehlshaber der Kriegsschiffgruppe 3, die den Auftrag hatte, Bergen (Norwegen) einzunehmen. Für die Erfüllung des Auftrages wurde ihm am 14. Juni 1940 das Ritterkreuz des Eisernen Kreuzes verliehen.
Nach Abschluss der Operation wurde er dann zum Befehlshaber der Kreuzer ernannt und in dieser Funktion am 1. September 1940 zum Vizeadmiral befördert. Die Dienststelle wurde im Oktober 1941 aufgelöst. Für ein knappes Jahr fungierte Schmundt ab 15. Oktober 1941 als Admiral Nordmeer, erhielt am 1. April 1942 die Beförderung zum Admiral und wurde am 31. August 1942 zum Chef des Marinewaffenhauptamtes im Oberkommando der Marine ernannt. Schmundt war ab 9. März 1943 bis Februar 1944 Oberbefehlshaber des Marineoberkommandos der Ostsee. Schmundt wurde am 1. März 1944 zur Verfügung Oberbefehlshaber der Kriegsmarine gestellt und am 31. Mai 1944 verabschiedet.
Ab 8. Mai 1945 befand sich Schmundt in britischer Kriegsgefangenschaft, aus der er im März 1947 entlassen wurde.